# Эннс, Виктор Яковлевич
Виктор Яковлевич Эннс (род. 3 июня 1952) — советский футболист.
Бо́льшую часть карьеры провёл в командах второй лиги «Нефтяник» Фергана (1973, 1975—1976), «Шахрихончи» Шахрихан (1977—1978), «Ёшлик» Туракурган (1980—1981).
В 1974 году сыграл шесть матчей в команде высшей лиги «Пахтакор» Ташкент.
Братья Владимир, Михаил и Яков также были футболистами.